# Навардун
Навардун (ісп. Navardún) — муніципалітет в Іспанії, у складі автономної спільноти Арагон, у провінції Сарагоса. Населення — 50 осіб (2010).
Муніципалітет розташований на відстані близько 320 км на північний схід від Мадрида, 100 км на північ від Сарагоси.
На території муніципалітету розташовані такі населені пункти: (дані про населення за 2010 рік)
- Гордуес: 0 осіб
- Гордун: 9 осіб
- Навардун: 41 особа

## Демографія
Динаміка населення (INE ):

## Галерея зображень

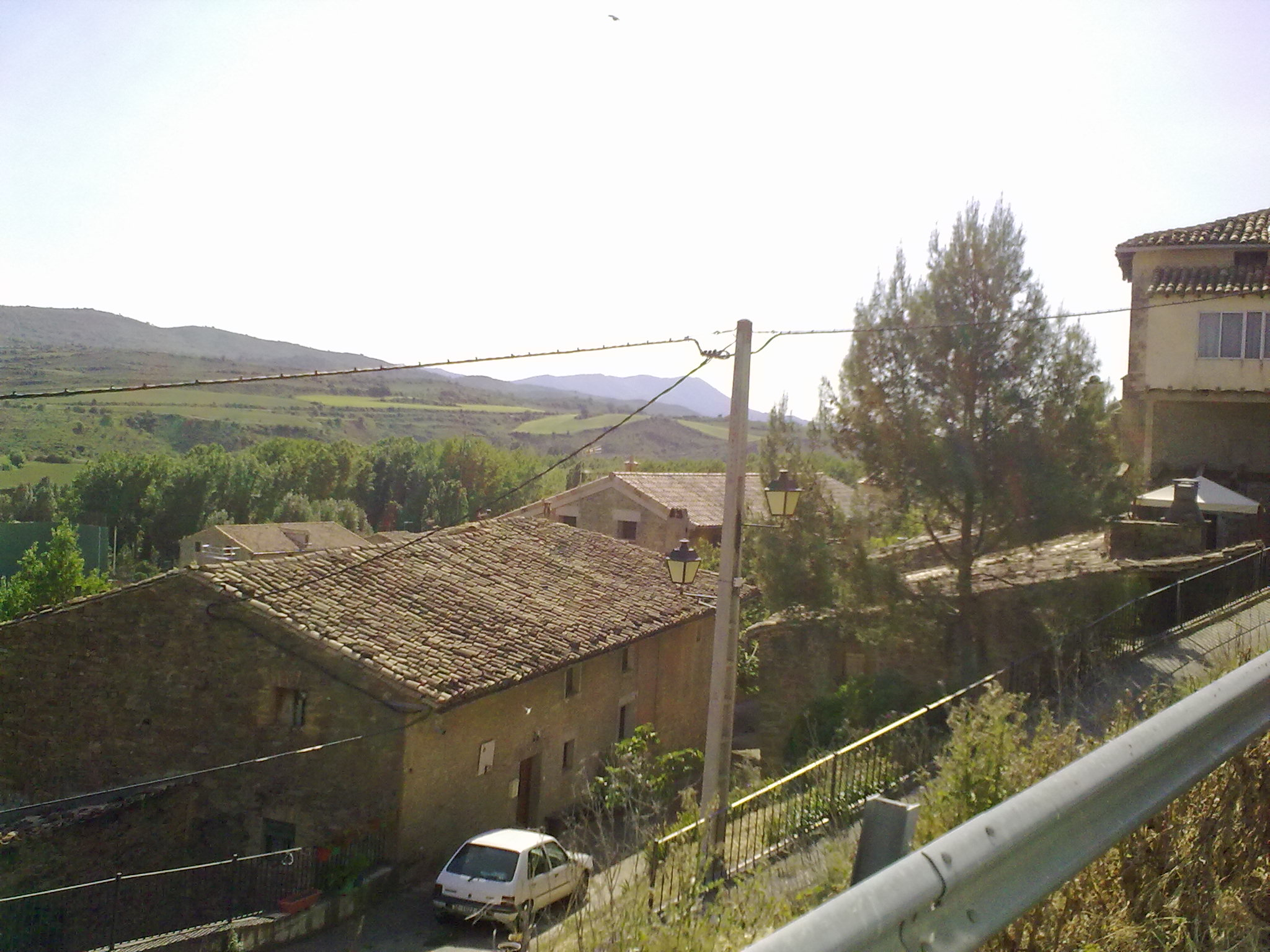
Навардун
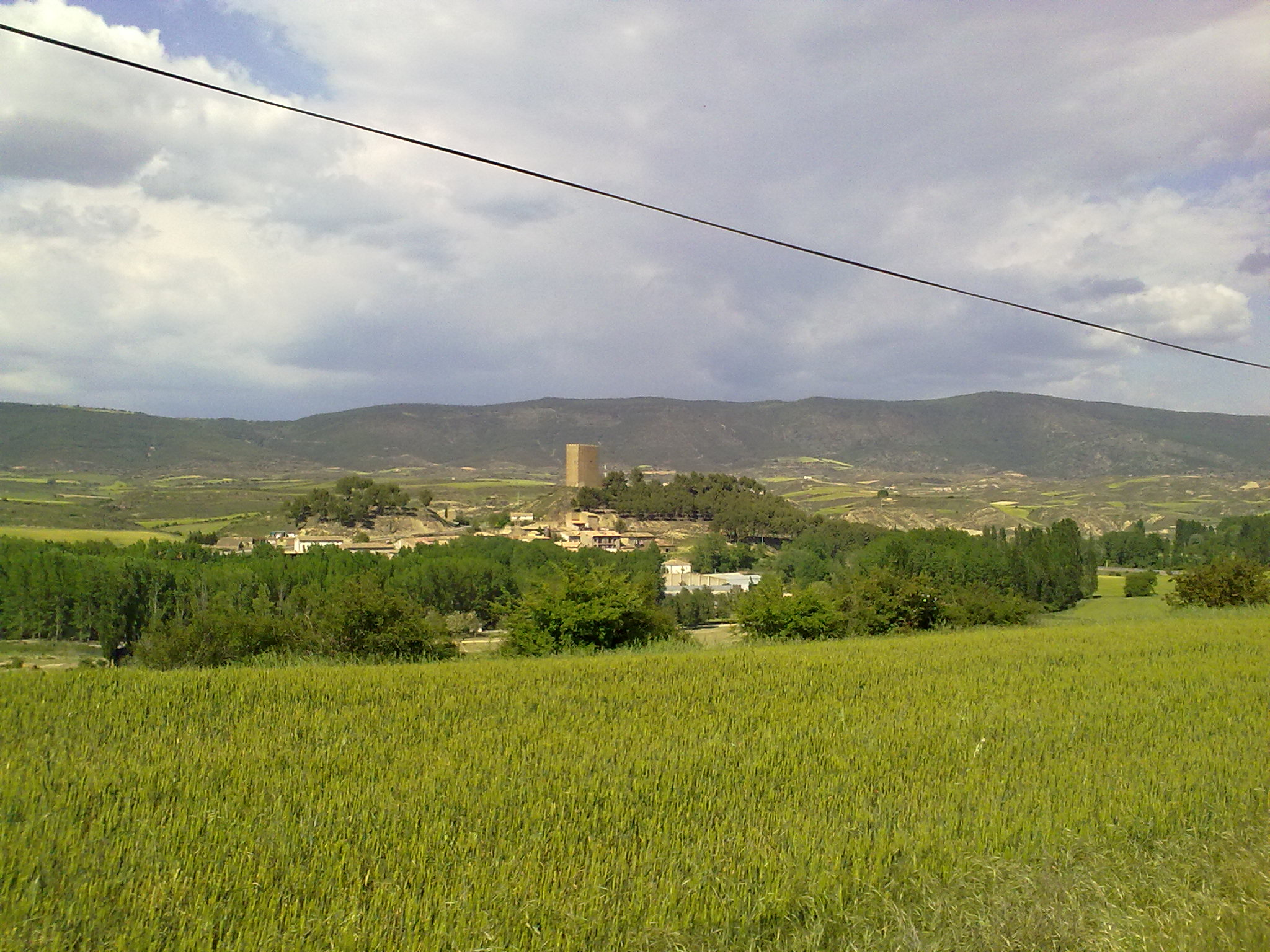
Замок Навардун